# Catharopeza bishopi
A Catharopeza bishopi a madarak osztályának verébalakúak (Passeriformes) rendjébe és az újvilági poszátafélék (Parulidae) családjába tartozó Catharopeza nem egyetlen faja.

## Előfordulása
A Kis-Antillák déli részén fekvő Saint Vincent és a Grenadine-szigetek területén honos. A természetes élőhelye szubtrópusi és trópusi síkvidéki és hegyi esőerdők. Csökkenő élettere és kis egyedszáma miatt veszélyben van.

## Megjelenése
Átlagos testhossza 14,5 centiméter, testtömege 16,6 gramm. tollazata fekete és fehér mintás. Fehér szemgyűrűt visel.